# غريمسبي (فلم)
غريمسبي (بالإنجليزية: Grimsby) هو فيلم أكشن كوميدي أمريكي بريطاني تم إنتاجه في سنة 2016 وهو من إخراج لويس ليترير وبطولة ساشا بارون كوهين ومارك سترونج وأنابيل واليس وجابوري سيديبي وريبيل ويلسون وآيلا فيشر وبينيلوب كروز وايان ماكشين. قامت شركة كولومبيا بيكتشرز بتوزيع الفيلم في 24 فبراير 2016 في كل من الولايات المتحدة والمملكة المتحدة.

## القصة
يمتلك (نوب) عائلة كبيرة مكونة من تسعة أشخاص وزوجة مُحبة له بشدة، ولكنه بالرغم من هذه الحياة الجميلة يفتقد لشخص مهم في حياته وهو شقيقه (سباستيان) عميل المخابرات، ينتقل نوب للعثور على شقيقه بعد سنوات طويلة من الفراق بعد تبني عائلتين مختلفتين لهما سابقًا، يتعرض الشقيقان للعديد من العقبات والصعاب التي تضع علاقتهما على المحك لحساسية وظيفة سباستيان.

## البطولة
- ساشا بارون كوهين بدور نوبي بتشر
- مارك سترونج بدور سيباستيان غريفس
- آيلا فيشر بدور جودي فيغس
- ريبيل ويلسون بدور داون غروبهام
- بينيلوب كروز بدور روندا جورج
- جابوري سيديبي بدور بانو
- أنابيل واليس بدور لينا سميت
- ايان ماكشين بدور الضابط ليدفورد
- ديفيد هيروود بدور بلاك غاريث
- جون تومسون بدور بوب توليفر
- ريكي توملينسون بدور بايدو بيتي
- جوني فيغاس بدور ميلكي بيمس
- سكوت آدكنز بدور لوكاشينكو
- سام هزلدين بدور تشيلكوت
- تامسين إيغرتون بدور كارلا بارنس
- برخد عبدي بدور تبانسي نياغورا

## التقييم
حاز الفيلم على تقييم 37% على موقع الطماطم الفاسدة بناءً على 124 مراجعة، وذكر النقاد بأن الفيلم ووجود الممثل ساشا بارون كوهين أعطى نكهة فكاهية للفيلم لكن الكثير من الأحداث المضحكة المفترضة في الفيلم لم تكن مضحكة. موقع ميتاكريتيك أعطى درجة 44 من 100 للفيلم حائزاً على 34 نقد ومتفاوتة بين السلبية والإيجابية.

## وصلات خارجية
- مقالات تستعمل روابط فنية بلا صلة مع ويكي بيانات
- غريمسبي على قاعدة بيانات الأفلام على الإنترنت

لا توجد روابط لمواقع التواصل الاجتماعي.